# 費爾芒特 (新澤西州)
費爾芒特（英語：Fairmount）是位於美國新澤西州亨特登縣的非建制地區。

## 歷史
費爾芒特的郵局於1849年設立，其後於1915年停運。

## 地理
費爾芒特所處的海拔為高於海平面234米（即768英呎），而該地所採用的時區為UTC-5，即北美东部时区（EST）。同時該地設有夏令時間，為UTC-5調快一小時，即UTC-4（EDT）。